# Cirsium phulchokiense
Cirsium phulchokiense là một loài thực vật có hoa trong họ Cúc. Loài này được Kitam. mô tả khoa học đầu tiên năm 1974.